# Élections législatives de 1968 à Saint-Pierre-et-Miquelon
Les élections législatives françaises de 1968 se déroulent le 23 juin. Dans le territoire de Saint-Pierre-et-Miquelon, un député est à élire dans le cadre d'une circonscription.

## Élus
| Circonscription        | Député sortant            | Parti | Parti | Député élu ou réélu       | Parti | Parti |
| ---------------------- | ------------------------- | ----- | ----- | ------------------------- | ----- | ----- |
| Circonscription unique | Jacques-Philippe Vendroux |       | UDR   | Jacques-Philippe Vendroux |       | UDR   |

## Résultats

### Résultats à l'échelle du territoire
|                | Union pour la défense de la République | 1 701 | 100,00 | 1 |  |  |
|                | Union des républicains de progrès      | 1 701 | 100,00 | 1 |  |  |
|                |                                        |       |        |   |  |  |
| Inscrits       | Inscrits                               | 3 177 | 100,00 | 1 |  |  |
| Abstentions    | Abstentions                            | 972   | 30,59  |   |  |  |
| Votants        | Votants                                | 2 205 | 69,41  |   |  |  |
| Blancs et nuls | Blancs et nuls                         | 504   | 22,86  |   |  |  |
| Exprimés       | Exprimés                               | 1 701 | 77,14  |   |  |  |

### Résultats par circonscription
| | Jacques-Philippe Vendroux sortant réélu | UDR (URP)      | 1 701 | 100,00 |  |  |  |
| |                                         |                |       |        |  |  |  |
| Inscrits | Inscrits                                | Inscrits       | 3 177 | 100,00 |  |  |  |
| Abstentions | Abstentions                             | Abstentions    | 972   | 30,59  |  |  |  |
| Votants | Votants                                 | Votants        | 2 205 | 69,41  |  |  |  |
| Blancs et nuls | Blancs et nuls                          | Blancs et nuls | 504   | 22,86  |  |  |  |
| Exprimés | Exprimés                                | Exprimés       | 1 701 | 77,14  |  |  |  |
| Source : France, Ministère de l'intérieur. Les Elections législatives . Métropole., la Documentation française, 1974 (lire en ligne) |                                         |                |       |        |  |  |  |